# Secuestro Express (película)
Secuestro Express es una película venezolana de 2005 protagonizada por Mía Maestro. La película fue dirigida por Jonathan Jakubowicz. La premier de la película fue en Nueva York en agosto de 2005. Secuestro Express fue nominada para la mejor película del idioma extranjero para los British Independent Film Awards.

## Argumento
Cada sesenta minutos secuestran a una persona en América Latina. El 70% de las víctimas no sobreviven. La película se desenvuelve en Caracas y cuenta la historia de Carla (Mía Maestro) y su novio Martín (Jean Paul Leroux) al momento de ser repentinamente secuestrados por Trece (Carlos Julio Molina), Budú (Pedro Pérez) y Nigga (Carlos Madera), quienes se ganan la vida secuestrando a adultos jóvenes para obtener dinero rápido de sus padres ricos. En un drama aterrorizante, son paseados durante dos horas al amanecer por Caracas mientras esperan que el padre de Carla (Rubén Blades) entregue el rescate -una cantidad pequeña para un caraqueño rico, equivalente a unos 8 años del salario mínimo venezolano.